# Cladonia sphacelata
Cladonia sphacelata är en lavart som beskrevs av Vain. Cladonia sphacelata ingår i släktet Cladonia och familjen Cladoniaceae.   Inga underarter finns listade i Catalogue of Life.